# 아카시나역
아카시나역(일본어: 明科駅)은 일본 나가노현 아즈미노시에 있는, 동일본 여객철도의 철도역이다. 시노노이 선이 지나간다.
특급 《시나노》 호의 일부가 정차한다.

## 역 구조
지상역으로, 승강장은 단식 1면 1선과 섬식 1면 2선이 있다. 양쪽 승강장은 과선교로 이어져 있다. 동일본 여객철도 직영역으로, 시노노이 선의 니시조 역에서부터 가무리키 역까지를 관리하고 있다. 오전 6시 10분부터 오후 9시까지 초록 창구를 영업하고 있으며, 자동발권기도 있다.

### 승강장
| 1 | ■ 시노노이 선 | 시노노이 · 나가노 방면   |
| 2 | ■ 시노노이 선 | (대피선으로 사용.)       |
| 3 | ■ 시노노이 선 | 마쓰모토 · 시오지리 방면 |

## 역세권 정보
- 아즈미노시청 아카시나 출장소
- 국도 제19호선
- 국도 제403호선

## 역사
- 1902년 6월 15일 - 일본국유철도 시노노이 선의 역으로 개업했다.
- 1987년 4월 1일 - 민영화에 따라 동일본 여객철도의 소속이 되었다.

## 인접역
| 동일본 여객철도 시노노이 선 | 동일본 여객철도 시노노이 선 | 동일본 여객철도 시노노이 선   |
| --------------------------- | --------------------------- | ----------------------------- |
| 다자와 시오지리 방면        | ■ 쾌속 《오하요 라이너》    | 나가노 방면                   |
| 다자와 시오지리 방면        | ■ 쾌속 《미스즈》·보통      | 니시조 시노노이 · 나가노 방면 |